# Schöneweide (Nuthe-Urstromtal)
Schöneweide è una frazione del comune tedesco di Nuthe-Urstromtal.

## Storia
Già comune autonomo, il 20 settembre 1993 Schöneweide entrò a far parte insieme ad altri 20 comuni del nuovo comune di Nuthe-Urstromtal.

## Monumenti e luoghi d’interesse
Chiesa (Dorfkirche)In stile barocco, fu compiuta nel 1753; la torre di facciata sul lato occidentale fu ripristinata in forme semplificate dopo i danni della seconda guerra mondiale..